# G. Venkatasubbiah
Ganjam Venkatasubbiah popularmente conocido como G. Venkatasubbaiah o GV (Mysore, 23 de agosto de 1913 - Bangalore, 19 de abril de 2021) fue un escritor, gramático, editor, lexicógrafo y crítico literario indio en idioma canarés que compiló doce diccionarios, fue autor de cuatro obras fundamentales sobre la ciencia de los diccionarios en canarés, editó más de sesenta libros y publicó varios artículos. 
Galardonado con el premio Kannada Sahitya Akademi Award y el premio Pampa, la contribución de G. Venkatasubbiah al mundo de la lexicografía en canarés es enorme. Su trabajo Igo Kannada es un diccionario sociolingüístico que abarca una mezcla ecléctica de frases, usos, modismos, frases en Kannada y sirve de referencia tanto para lingüistas como para sociólogos.
Venkatasubbiah también es conocido por su trabajo en la ciencia del diccionario Kannada titulado Kannada Nighantu Shastra Parichaya. Esto salió exactamente cien años después de que el sacerdote alemán e indólogo Reverendo Ferdinand Kittel redactara un diccionario canarés-inglés en 1894. Este trabajo se convirtió en una adición a una tradición de escritura de diccionarios en canarés conocida desde hace al menos mil años con el primer Rannakanda disponible.

## Primeros años

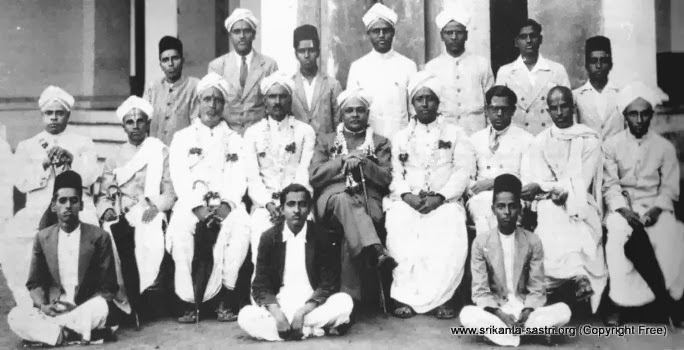
G. Venkatasubbiah en la universidad.

Venkatasubbiah nació el 23 de agosto de 1913. Su padre, Ganjam Thimmanniah, fue un renombrado erudito del idioma canarés y sánscrito. Jugó un papel decisivo en inspirar en Venkatasubbiah el amor por el viejo canarés. Su educación primaria se extendió por las ciudades de Bannur y Madhugiri en el estado de Karnataka, en el sur de la India. Venkatasubbiah, fue el segundo hijo de una familia de ocho miembros, tuvo que seguir a su padre de pueblo en pueblo, ya que con frecuencia seguía siendo trasladado por su trabajo en el gobierno. A principios de la década de 1930, la familia de Venkatasubbiah se trasladó a la ciudad de Mysore. Aquí Venkatasubbiah se unió a la universidad Yuvaraja en Mysore para su curso intermedio donde estuvo bajo la influencia de KV Puttappa (Kuvempu). Venkatasubbiah luego se unió al Maharaja College en Mysore para obtener su licenciatura (con honores). Sus temas elegidos incluyeron Historia Antigua, Sánscrito y Canarés antiguo, entre otros. Venkatasubbiah completó la maestría entre 1936 y 1938 y recibió la Medalla de Oro de la Universidad.[cita requerida]

## Carrera académica
Venkatasubbiah enseñó inglés en el Municipal High School, Mandya y en Bangalore High School de Bangalore antes de unirse al Vijaya College como profesor en el departamento de Canarés. Durante estos años inspiró a su amigo y colega Ramachandra Sharma a publicar la colección de poesía canaresa en forma de libro. Presentado bajo el título de Hrudayageethe con un prefacio de Gopalakrishna Adiga y SR Ekkundi. En la Vijaya College se le recuerda por iniciar la revista estudiantil Utsaha. Se desempeñó en dicha universidad como conferencista, profesor y director antes de jubilarse. Participó activamente en el Consejo Académico de la Universidad de Mysore y en la Asociación de Profesores de Universidades Privadas durante estos años.[cita requerida]

## Contribuciones literarias
Venkatasubbiah ha compilado doce diccionarios, incluido un Kannada-Kannada Nighantu (Diccionario) de ocho volúmenes. Este diccionario también ha sido traducido al Braille por el Centro de Transcripción Braille de la Sociedad de Bienestar y Socorro del Canara Bank. Escribió la columna Igo Kannada durante más de una década en el diario Kannada Prajavani. Los artículos publicados en Igo Kannada se han recopilado en un libro de cuatro volúmenes. También es autor de un diccionario titulado Klishtapada Kosha (un diccionario de palabras complejas en canarés) que se publicó con motivo del Suvarna Karnataka (Jubileo de plata de la formación de Karnataka). Fue el primero de su tipo en el idioma canarés que cubrió diferentes especificaciones lingüísticas, como derivación, puntuación, fonemas y patrones morfológicos del idioma canarés a medida que el idioma ha evolucionado a lo largo de los siglos.[cita requerida]
Venkatasubbaiah fue recordado por su trabajo en la ciencia del diccionario de canarés titulado Kannada Nighantu Shastra Parichaya, que apareció exactamente cien años después de que el primer diccionario de canarés fuera escrito por el sacerdote e indólogo alemán Reverendo Ferdinand Kittel en 1894. Entre 1964 y 1969, mientras estuvo en el Kannada Sahitya Parishat (Centro Literario Canarés), tuvo la distinción de ser el presidente más joven. Como presidente, jugó un papel decisivo en el aumento de las subvenciones financieras de la sociedad del gobierno. Fue editor en jefe del proyecto'Kannada - Kannada Dictionary. Participó en Kannada Encyclopaedia Project, Sahitya Sammelana (Festival Literario) en Karwar y Shravanabelagola y como editor de la revista mensual Kannada Sahitya Parishat Kannada Nudi. Se ha desempeñado como vicepresidente de la Asociación Lexicográfica de la India durante diecisiete años. En 1998, fue nombrado asesor del proyecto de diccionario multilingüe del Instituto de Estudios Asiáticos de Chennai, que comprende japonés, canarés, inglés y tamil. También fue nombrado miembro del comité consultivo en el proyecto de léxico telugu iniciado por la Academia Telugu del Gobierno de Andhra Pradesh. Fue el primer presidente del distrito de Bidar 1st Kannada Sahitya Sammelana (Festival Literario de canarés) celebrado en el año 1974. Fue honrado con la presidencia de la 77a reunión de Akhila Bharata Kannada Sahitya Sammelana (All India Kannada Literary Meet) celebrada en Bangalore en 2011.[cita requerida]

## Vida tardía
Se han publicado numerosos volúmenes de felicitaciones en honor a la contribución de Venkatasubbiah al mundo de la literatura y la lexicografía en canarés. Además de estos, se le han otorgado varios premios. Al cumplir sesenta años, se le entregó un volumen de felicitaciones titulado Sahityajeevi. De manera similar, a los noventa años, se le entregó otro titulado Shabdasagara. En 2011, se le presentó un volumen de felicitaciones Vidvajeevita, que era una colección de artículos escritos por escritores de la región de South Canara en Karnataka y editados por el Dr. Padekallu Vishnubhatta. Para conmemorar su centenario, se le presentó otro volumen de felicitación titulado Shatanamana en una función de gala en Bangalore. Venkatasubbiah, a la edad de 102 años, fue el invitado de honor que presidió el lanzamiento del libro Srikanthayana, una colección de escritos en inglés sobre temas relacionados con la historia, la indología y la arqueología por su maestro S. Srikanta Sastri en 2016.[cita requerida]
Venkatasubbaiah falleció el 19 de abril de 2021 a los ciento siete años.

## Premios y honores

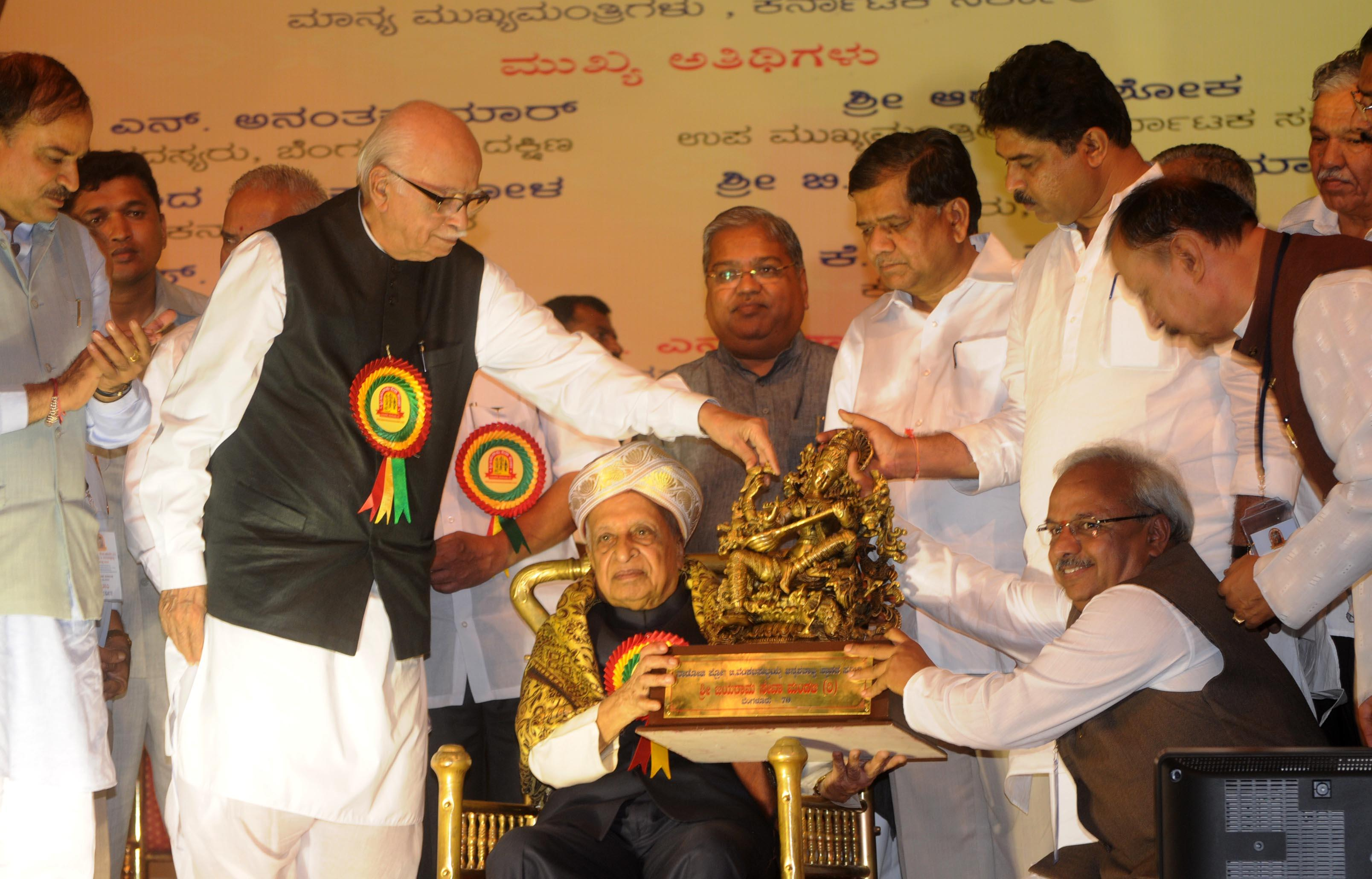
G. Venkatasubbiah siendo felicitado por LK Advani en Bangalore - 2012.

- Premio de la Academia Karnataka Sahitya.
- Premio Rajyotsava.
- Premio honorario de la Academia Karnataka Sahitya.
- Premio Shivaram Karanth.
- Premio especial de la Academia de prensa.
- Premio Aryabhata.
- Premio Maasti.[15]
- Premio Gorur.
- Premio Srikrishna.
- Premio KM Munshi.
- Premio extraordinario de pionero de Rotary.
- Citado en el "Primer Encuentro Internacional de Lexicógrafos" celebrado en la Universidad de Annamalai en Tamil Nadu.<[11]
- Beca Paul Harris.
- Premio Nadoja - Universidad de Hampi (D. Litt.).[16]
- Doctorado honoris causa de la Universidad Rani Chennamma.
- Presidente de India - Honor de Alumni y Exalumno de mayor edad - Celebración del centenario de la Universidad de Mysore..[17]
- Premio Padma Shri (2017).[18]
- Lipyantara (2010) por Dharmasthala Manjunatha Dharmothana Trust.[19]

## Obras seleccionadas

### Lexicografía
- G. Venkatasubbiah (1975) - Kannada - Diccionario conciso de canarés.[20]
- G. Venkatasubbiah (1981) - Kannada - Kannada - Diccionario Inglés.[21]
- G. Venkatasubbiah (1993) - Kannada Nighantu Shastra Parichaya.
- G. Venkatasubbiah (1996) - Muddanna Padaprayoga Kosha.
- G. Venkatasubbiah (1998) - Patrika Padakosha.
- G. Venkatasubbiah (1998) - Eravalu Padakosha (Palabras prestadas en canarés).
- G. Venkatasubbiah (1996 - 2013) - Igo Kannada (1) - Diccionario sociolingüístico.[22]
- G. Venkatasubbiah (2001-2013) - Igo Kannada (2) - Diccionario sociolingüístico.
- G. Venkatasubbiah (2009-2013) - Igo Kannada (3) - Diccionario sociolingüístico.
- G. Venkatasubbiah (2001) - Prism English - Kannada Dictionary del Prof GV.
- G. Venkatasubbiah (2003) - Kannada Nighantu Parivara
- G. Venkatasubbiah (2006) - Kannada Klishtapada Kosha.
- G. Venkatasubbiah (2010) - Shabda mathu artha.
- G. Venkatasubbiah (2012) - Lexicografía en canarés y otros artículos.

### Crítica literaria e historia de la literatura canarés
- G. Venkatasubbiah (1942) - Nayasena.[23]
- G. Venkatasubbiah (1952) - Traducción universitaria.
- G. Venkatasubbiah (1954) - Lecciones de traducción (1).
- G. Venkatasubbiah (1954) - Lecciones de traducción (2).
- G. Venkatasubbiah (1954) - Lecciones de traducción (3).
- G. Venkatasubbiah (1957) - Anukalpane.[24]
- G. Venkatasubbiah (1968) - Kannada Shashana Parichaya.
- G. Venkatasubbiah (1978) - Kannada Sahitya Nadedubanda Dari.[25]
- G. Venkatasubbiah (1986) - Prof. TS Venkannayya.
- G. Venkatasubbiah (1996) - DV Gundappa.
- G. Venkatasubbiah (1999) - Kannaḍavannu Uḷisidavaru.[26]
- G. Venkatasubbiah (1999) - Kannadavannu Ulisi Belisidavaru.
- G. Venkatasubbiah (2000) - Sahitya mathu Shikshana.
- G. Venkatasubbiah (2000) - Kannadada Nayakamanigalu.
- G. Venkatasubbiah (2002) - Inuku Nota.[27]
- G. Venkatasubbiah (2003) - Karnataka Vaibhava.
- G. Venkatasubbiah (2003) - Paramarshana.
- G. Venkatasubbiah (2003) - Kavya Chinthana.
- G. Venkatasubbiah (2003) - Seelunota.
- G. Venkatasubbiah (2006) - Margadarshakaru.
- G. Venkatasubbiah (2007) - Gatiprajne.
- G. Venkatasubbiah (2008) - Samaya Sandarbha Sannivesha.[28]
- G. Venkatasubbiah (2010) - Kumaravyasana antaranga - Yudha Panchakadalli.[29]
- G. Venkatasubbiah (2011) - Sarigannada Sarasvaturu.
- G. Venkatasubbiah (2011) - Kavya Chinthana mathu Jivana Manthana.
- G. Venkatasubbiah (2011) - GV Vichara Vihara.
- G. Venkatasubbiah (2011) - Ondishtu Ramayana Ondishtu Mahabharata.
- G. Venkatasubbiah (2013) - Purana Kathavaliya Ganjam Thimmannayya.